# كارول فينر
كارول فينر (بالإنجليزية: Carol Fenner)‏ هي كاتِبة وكاتبة للأطفال أمريكية، ولدت في 30 سبتمبر 1929 في نورث هورنيل في الولايات المتحدة، وتوفيت في 16 فبراير 2002 في باتل كريك في الولايات المتحدة.